# Addetto di scalo

## Descrizione e Mansioni
L'addetto di scalo è una figura professionale che si trova all'interno degli aeroporti e può svolgere il compito di agente di rampa, Weight and balance più comunemente chiamato centrista, addetto al Check-In, addetto all'imbarco o addetto al Lost & Found. Questa figura professionale è in realtà inserita nella mansione di impiegato.
| Controllo di autorità | LCCN (EN) sh95000312 · J9U (EN, HE) 987007530233005171 |